# Marie Bjerre

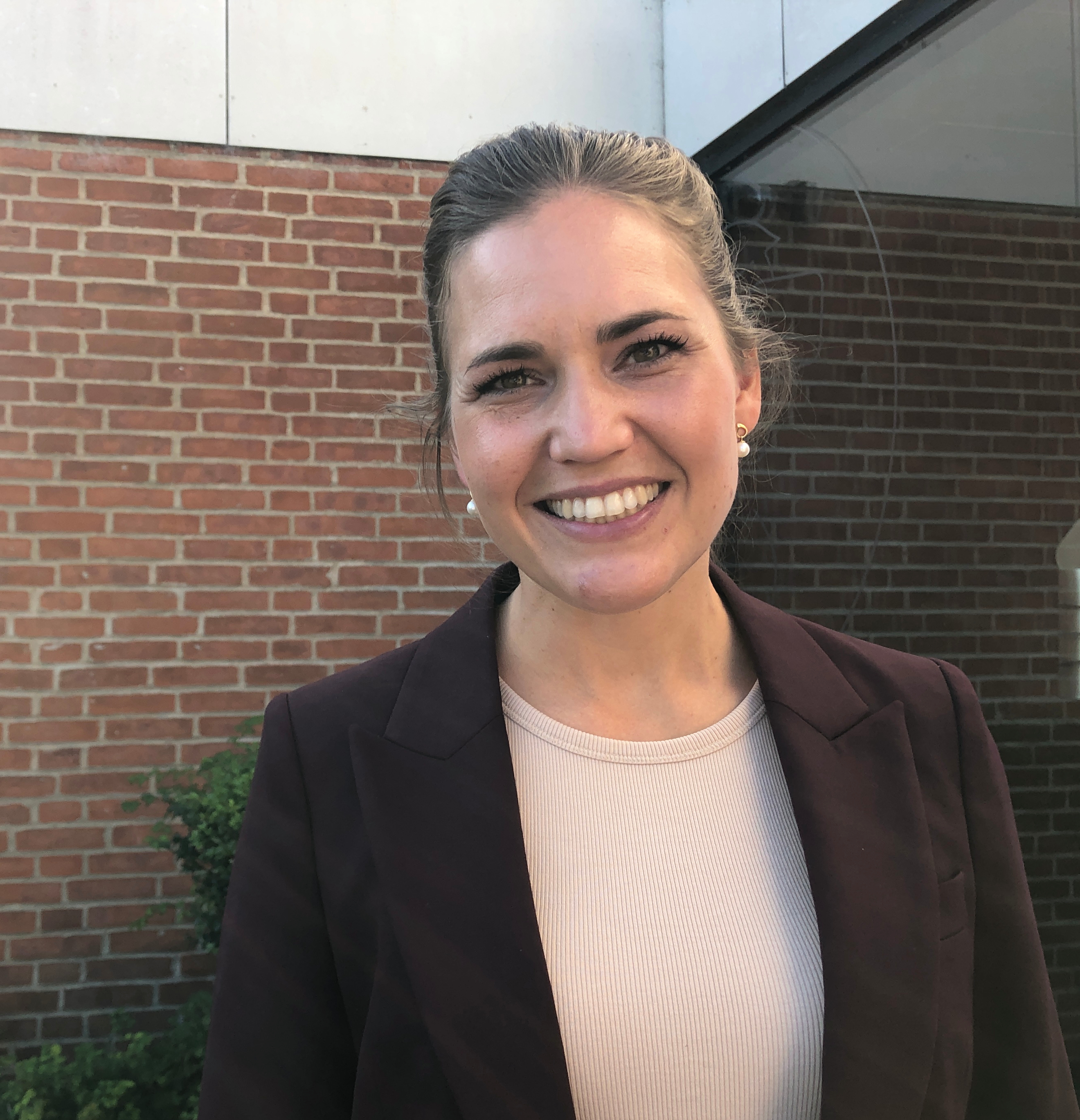
Marie Bjerre, 2023

Marie Bjerre (* 6. Mai 1986 in Viborg) ist eine dänische Politikerin der liberal-konservativen Venstre-Partei und seit 2019 Abgeordnete des dänischen Folketings. Seit dem 29. August 2024 ist sie Europaministerin. In dieser Funktion leitet sie seit dem 1. Juli 2025 die Sitzungen des Rat der Europäischen Union während der Dänischen EU-Ratspräsidentschaft. Von Dezember 2022 bis November 2023 sowie von Dezember 2023 bis August 2024 war sie Ministerin für Digitalisierung und Gleichstellung ihres Landes.

## Ausbildung und Leben
Bjerre wuchs als Tochter eines Elektrotechnikers und einer Krankenpflegerin in Rødkærsbro auf. Nach ihrem Abitur 2005 in Viborg, nahm sie ein Jurastudium an der Universität Kopenhagen auf, welches sie 2011 abschloss. Zusätzlich erwarb sie von 2015 bis 2016 einen Master of Laws (LL.M.) an der University of California, Berkeley.
Von 2010 bis 2012 arbeitete sie als Parlamentarische Assistentin für den ALDE-Abgeordneten Jens Rohde im Europaparlament in Brüssel. Im Anschluss war sie bis zu ihrer Wahl ins Parlament als Rechtsanwältin in Aarhus und Aalborg tätig.
Bjerre ist mit einem Hauptmann der Dänischen Streitkräfte verheiratet und hat mit ihm zwei Töchter (* 2018 und 2021). Sie lebt mit ihrer Familie in Aalborg.

## Politische Karriere
Bereits seit Schulzeiten ist Bjerre politisch aktiv, so gehörte sie den Landesschülervertretungen der Folkeskolen und der Gymnasien an. Von 2004 bis 2005 stand sie dem Ortsverband Viborg der Venstre Ungdom, der Jugendorganisation der Venstre-Partei vor, von 2007 bis 2009 gehörte sie dem Landesvorstand an.
2019 gelang ihr für die Venstre der Einzug ins dänische Parlament im Großwahlkreis Nordjütland (Nordjyllands storkreds). In der Folketingsfraktion übte sie verschiedene Sprecherämter aus, unter anderem für Klima- und Nachhaltigkeitsfragen sowie für Soziales und Behindertenangelegenheiten. Bei der Folketingswahl 2022 konnte sie, trotz der generellen Verluste der Venstre-Partei, ihr Mandat verteidigen. Nachdem die Venstre als Juniorpartner gemeinsam mit den Moderaten in die sozialdemokratisch geführte Regierung Frederiksen II eingetreten war, wurde Bjerre zur Ministerin für Digitalisierung und Gleichstellung berufen. Sie trat ihr neues Amt am 15. Dezember 2022 an. Am 23. November 2023 verlor sie ihren Posten im Zuge einer Kabinettsrochade zunächst an Mia Wagner. Nachdem ihre Nachfolgerin nach zwei Wochen ihr Amt aus gesundheitlichen Gründen aufgeben musste, wurde Bjerre erneut als Ministerin berufen. Im Zuge einer erneuten Kabinettsumbildung übernahm sie im August 2024 stattdessen das Europaressort. In dieser Funktion übt sie während der dänischen EU-Ratspräsidentschaft 2025 den Vorsitz im Rat der Europäischen Union aus.